# Nooit meer drinken
Nooit meer drinken is een Nederlandstalig liedje van de Belgische zanger Raymond van het Groenewoud uit 1977.
Hoewel het nummer niet als single werd uitgebracht, behoort het tot de bekendste werken uit zijn oeuvre.
Het liedje verscheen op zijn album Nooit meer drinken.

## Meewerkende artiesten
- Chris Joris (percussie)
- Jean Blaute (accordeon, elektronisch orgel, zang)
- Jean-Pierre Onraedt (drums)
- Kevin Mulligan (elektrische gitaar)
- Mich Verbelen (basgitaar, zang)
- Mike Butcher (clavinet)
- Patricia Maessen (achtergrondzang)
- Raymond van het Groenewoud (elektrische gitaar, elektronisch orgel, folkgitaar, piano, zang)
- Stoy Stoffelen (drums)